# Макбрайд, Джеймс
Джеймс Макбрайд (англ. James McBride; родился 30 декабря 1873; умер ок. 1950 года) — шотландский футболист, левый полузащитник, выступавший за «Ливерпуль» в конце XIX века.

## Карьера
Макбрайд родился в Рентоне (Уэст-Данбартоншир) и начинал карьеру в местных клубах «Рентон Уондерерс» и «Рентон», пока в 1892 году Джон Маккена и его партнёр на посту менеджера «Ливерпуля» Уильям Барклай не пригласили Джеймса в только что созданный новый мерсисайдский клуб. Макбрайд дебютировал в составе клуба в первом в истории матче «Ливерпуля» — товарищеской встрече против «Роттерхэм Таун» 1 сентября 1892 года, которую «Ливерпуль» выиграл со счётом 7:1, а два дня спустя сыграл и в первом для «красных» официальном матче — 3 сентября в рамках встречи в Ланкаширской лиге его команда обыграла «Хайер Уолтон» со счётом 8:0, а сам Джеймс отметился в этой игре забитым голом. По итогам кампании «Ливерпуль» завоевал право войти во Второй дивизион Футбольной Лиги.
Макбрайд провёл 24 из 28 матчей за клуб в следующем сезоне, за время которого команда, оставшись ни разу не побеждённой, получила путёвку в Первый дивизион. Для этого ей надо было в переходном матче обыграть клуб, занявший последнее место в элитном дивизионе. Матч против «Ньютон Хит» (с 1902 года эта команда называется «Манчестер Юнайтед») завершился победой «Ливерпуля» со счётом 2:0, и команда Макбрайда следующий сезон начинала уже в Первом дивизионе.
Джеймс сыграл за «Ливерпуль» лишь в пяти матчах в Первом дивизионе, после чего перешёл в «Манчестер Сити», где провёл следующие три сезона. Свою карьеру Макбрайд завершил в клубе «Эштон Норт Энд» в 1898 году.

## Достижения
- Чемпион Второго дивизиона (1894)
- Чемпион Ланкаширской лиги (1893)